# Ерітрітол
Ерітрітол, ерітріт (2R,3S)-бутан-1,2,3,4-тетрол — харчова добавка Е968 в Кодексі Аліментаріус, органічна сполука, найпростіший чотирихатомний спирт (тетрит) з хімічною формулою C4H10O4. У природі (у рослинах) зустрічається лише один ізомер — мезоеритрит, у продажу ерітрітол представлений сумішшю ізомерів.
За фізичними й органолептичними властивостями це солодкі білі кристали. Він вживається в їжу як підсолоджувач і застосовується в стоматології під час гігієни порожнини рота.

## Історія виявлення
Ерітрітол відкрито в 1848 році шотландським хіміком Джоном Стенхаусом (англ. John Stenhouse). Вперше ця речовина була виділена в 1852 році, а в 1950 була виявлена в мелясі, ферментованій дріжджами.
У 1990-х роках ерітрітол став продаватися в Японії під назвою «цукровий спирт».

## Властивості
Ерітрітол за нормальних умов — білі кристали без запаху. Його молярна маса дорівнює 122,14 г/моль, він добре розчинний у воді, розчинний у спирті, нерозчинний в органічних розчинниках і жирах, плавиться за температури 121,5 °C, кипить за 329–331 °C.

### Хімічні властивості
Відомі три стереозмірні форми еритриту: два треїти — L-еритрит і D-еритрит, і мезоерітріт. Мезоеритрит — єдиний з ізомерів, виявлений у природі.

### Органолептичні властивості
Ерітрітол має солодкий смак, його солодкість становить від 60 до 80 % солодкості сахарози.

## Отримання
Ерітрітол отримують або відновленням з еритрози, або окисленням 2-бутен-1,4-діолу перекисом водню.

## Наявність у природі
Мезоеритрит, єдиний ізомер еритриту, що зустрічається в природі у вільному вигляді, був виявлений у лишайнику Roccella tinctoria.

## Біологічна роль
Усі ізомери ерітрітолу в організмі людини практично не метаболізуються, більш ніж 90 % виводяться у незмінному вигляді.
Ерітріт також вживається як цукрозамінник, але водночас слід врахувати, що у нього є побічні дії. Добове споживання для чоловіків становить до 0,66 грам на кілограм ваги, для жінок — до 0,8 г/кг.

## Застосування
Ерітрітол використовується як підсолоджувач у кондитерських виробах.
Ерітрітол застосовується в ендокринології для запобігання розвитку (прогресування) цукрового діабету та в стоматології для захисту зубів від карієсу.